# Kazuma Umenai
Kazuma Umenai (梅内 和磨 Umenai Kazuma?, nacido el 21 de junio de 1991 en Tokio) es un futbolista japonés que se desempeña como delantero.

## Trayectoria

### Clubes
| Club           | País  | Año         |
| -------------- | ----- | ----------- |
| YSCC Yokohama  | Japón | 2014 - 2015 |
| Grulla Morioka | Japón | 2016 -      |

## Estadística de carrera

### J. League
| Club           | Año   | J. League | J. League | Copa J. League | Copa J. League | Total | Total |
| Club           | Año   | Part.     | Goles     | Part.          | Goles          | Part. | Goles |
| -------------- | ----- | --------- | --------- | -------------- | -------------- | ----- | ----- |
| YSCC Yokohama  | 2014  | 19        | 1         | -              | -              | 19    | 1     |
| YSCC Yokohama  | 2015  | 32        | 5         | -              | -              | 32    | 5     |
| Grulla Morioka | 2016  | 29        | 5         | -              | -              | 29    | 5     |
| Grulla Morioka | 2017  | 32        | 6         | -              | -              | 32    | 6     |
| Total          | Total | 112       | 17        | 0              | 0              | 112   | 17    |